# Susanne Konrad

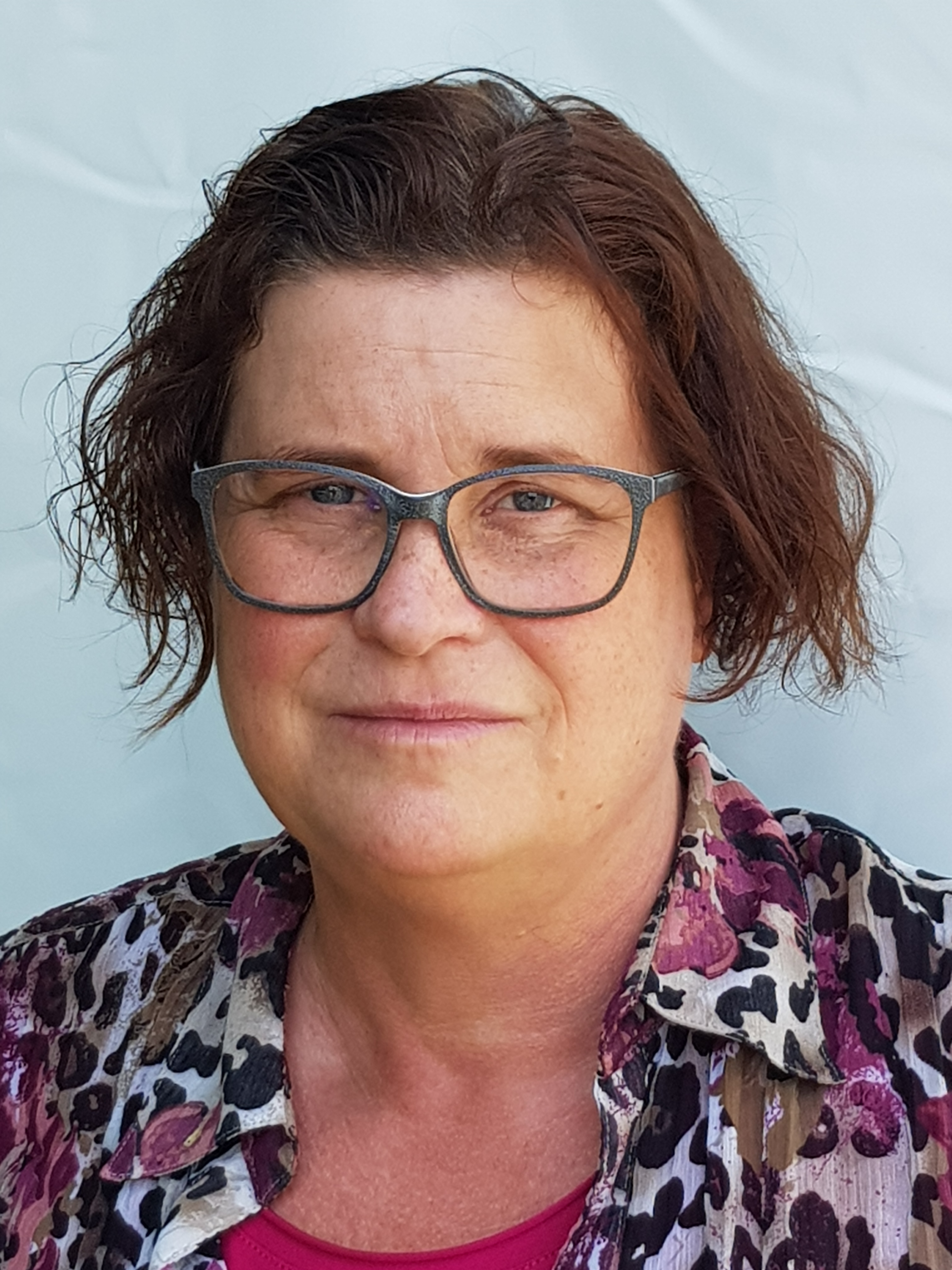
Susanne Konrad

Susanne Czuba-Konrad (* 14. April 1965 in Bonn) ist eine deutsche Schriftstellerin und Literaturwissenschaftlerin, die unter ihrem Geburtsnamen Susanne Konrad Belletristik und Sachbücher veröffentlicht.

## Leben
Susanne Konrad wurde als Tochter des evangelischen Theologen Johann-Friedrich Konrad (1932–2015) und der Ärztin Ingeborg Konrad (1934–2019) geboren. Sie ist die Enkeltochter des Theologen Joachim Konrad und hat zwei Brüder. Ihr Abitur legte sie 1984 am Gymnasium an der Schweizer Allee in Dortmund ab und studierte von 1984 bis 1990 Deutsch und Geschichte in Konstanz und Frankfurt am Main. 1995 wurde sie bei Klaus Jeziorkowski über Goethes ‚Wahlverwandtschaften‘ und das Dilemma des Logozentrismus promoviert. Sie absolvierte von 1994 bis 1996 das Studienreferendariat am Frankfurter Goethe-Gymnasium.
1998 heiratete sie den Filmarchivar Norbert Czuba (1945–2003). Aus der Ehe ging die Tochter Rebekka Sara Czuba hervor (geb. 15. April 2003).
Konrad engagierte sich in mehreren literarischen Vereinen, so dem Literaturclub der Frauen aus aller Welt, dessen Vorsitzende sie 2009–2013 war, sowie im Verband deutscher Schriftsteller und in der Literaturgesellschaft Hessen e.V. 2014–2016 hatte sie ein Stipendium als Stadtteilhistorikerin der Stiftung Polytechnische Gesellschaft in Frankfurt inne.
Seit Oktober 2017 gehört sie zur Autorschaft in der Bibliothek der Generationen des Historischen Museums Frankfurt am Main. 2017 erhielt sie ein Arbeitsstipendium des Landes Hessen, 2021 ein Brückenstipendium der Hessischen Kulturstiftung. 2024 wurde sie ins PEN-Zentrum Deutschland aufgenommen.

## Veröffentlichungen (Auswahl)

### Monographien, Sachbücher und Beiträge
- Die Unerreichbarkeit von Erfüllung in Theodor Fontanes Irrungen, Wirrungen und L'Adultera. Peter Lang, Frankfurt am Main 1990, ISBN 3-631-43884-2.
- Goethes 'Wahlverwandtschaften' und das Dilemma des Logozentrismus. Dissertation, Carl Winter Verlag, Heidelberg 1995, ISBN 3-8253-0335-7.

- Integration. Eine pädagogische Handreichung. Grenzüberschreitungen Band II Hg. Verband der Initiativen in der Ausländerarbeit (VIA e.V.). Brandes & Apsel, Frankfurt am Main 2000, ISBN 3-86099-182-5
- Kalbachs letzter Bürgermeister Rudolf Lade. Eine Lebens- und Ortsgeschichte aus dem 20. Jahrhundert. Brandes & Apsel, Frankfurt am Main 2001, ISBN 3-86099-231-7.
- Migrationsliteratur als expressive Ressource. In: Frölich/Messerschmid/Walter (hg.): Migration als biografische und expressive Ressource. Beiträge zur kulturellen Produktion in der Einwanderungsgesellschaft. Brandes & Apsel, Frankfurt am Main 2003.
- Emotionen. Gefühle literarisch wirkungsvoll einsetzen. Autorenhaus Verlag, Berlin 2007, ISBN 978-3-86671-018-4.
- Kreativ und mutig. Der Weg zum eigenen Buch trotz psychischer Belastungen. Antheum Verlag, Rostock 2022, ISBN 978-3-95949-548-6.

### Literarische Werke
- Camilles Schatten. Roman. Brandes & Apsel, Frankfurt am Main 2005, ISBN 3-86099-513-8.
- Rauchen verboten. Persiflage. Schweitzerhaus Verlag, Erkrath 2011, ISBN 978-3-939475-99-6.
- Traumgespinst. Schweitzerhaus Verlag, Lindlar 2013,  ISBN 978-3-86332-099-7.
- Die Akademikerin. Roman. Größenwahn Verlag, Frankfurt am Main 2015, ISBN 978-3-95771-069-7.
- Die Liebenden von Wiesbaden. Novelle. Größenwahn Verlag, Frankfurt am Main 2017, ISBN 978-3-95771-186-1.
- Walzer mit Mr. Spock. Erzählungen. edition federleicht, Frankfurt am Main 2020, ISBN 978-3-946112-53-2.
- mit Aleksandra Botic: Am und im Fluss. Roman. edition federleicht, Fuldatal 2022, ISBN 978-3-946112-79-2.
- Camilles Schatten. Roman. Dewinter Waldorf Glass, Frankfurt am Main 2023, ISBN 978-3-98650-010-8.
- Die Haut hat kein Gedächtnis. Erzählung mit einem Essay zum autofiktionalen Schreiben. Dewinter Waldorf Glass, Frankfurt am Main 2024, ISBN 978-3-98650-018-4.

### Herausgeberschaften
- mit Tamara Labas-Primorac, Venera Tirreno Schneider: Wortwandlerinnen. Brandes & Apsel, Frankfurt am Main 2010, ISBN 978-3-86099-676-8.
- Frankfurter Einladung. Erzählungen, Geheimnisse und Rezepte. Größenwahn Verlag, Frankfurt am Main 2016, ISBN 978-3-95771-102-1.
- Frankfurter Einladung. Urige Gassen, liebliche Orte & geheimnisvolle Plätze. Größenwahn Verlag, Frankfurt am Main 2019, ISBN 978-3-95771-264-6.
- Frankfurter Einladung. Großstadtleben, Heimat und Spurensuche. Antheum Verlag, Frankfurt am Main 2024, ISBN 978-3-95949-659-9.